# Giải bóng đá trong nhà vô địch quốc gia 2017
Giải bóng đá trong nhà vô địch quốc gia 2017 là sự kiện lần thứ 11 của Giải bóng đá trong nhà vô địch quốc gia, do VFF và VOV tổ chức. Giải đấu năm nay có tên gọi mới là giải 'Giải VĐQG futsal HDBank 2017. Nhà tài trợ cho giải đấu mùa này đó là HD Bank và Cityland.

## Số đội tham gia
Có 11 đội tham gia giải đấu, bao gồm:
- Hai đội bóng lần đầu tiên tham dự: Sanest Tourist Khánh Hòa và Kim Toàn Đà Nẵng.
- Ba đội bóng tham dự vòng loại: Sài Gòn FC, Hoàng Thư Đà Nẵng, HPN Phú Nhuận.
- Sáu đội bóng mùa trước: Thái Sơn Nam, Sanna Khánh Hòa, Sanatech Khánh Hòa, Tân Hiệp Hưng, Cao Bằng FC, Thái Sơn Bắc

## Địa điểm thi đấu
- Nhà thi đấu thể dục thể thao Quân khu 5, Thành phố Đà Nẵng.
- Nhà thi đấu thể dục thể thao Quân khu 7, Thành phố Hồ Chí Minh.

## Thể thức thi đấu
Giải vô địch quốc gia Futsal HDBank 2017 do VFF phối hợp với VOV tổ chức sẽ diễn ra từ ngày 17/3/2017 đến 24/6/2017 và được chia làm 2 giai đoạn.
Giai đoạn 1 (vòng loại) diễn ra từ 17 – 3 đến 31/3 tại Nhà thi đấu thể dục thể thao Quân khu 5 – Thành phố Đà Nẵng gồm 5 đội, trong đó có 3 đội tham dự giải Giải Vô địch quốc gia 2016 là Sài Gòn FC, Hoàng Thư Đà Nẵng, Hải Phương Nam Phú Nhuận và 2 đội lần đầu tham dự là Sanest Tourist Khánh Hòa và Kim Toàn Đà Nẵng. Các đội thi đấu vòng tròn 2 lượt đi và về tính điểm, 4 đội có thứ hạng cao nhất sẽ vào giai đoạn 2.
Giai đoạn 2 diễn ra là cuộc đua tranh của 10 đội, trong đó có 6 đội có thứ hạng từ 1 đến 6 tại Giải Vô địch quốc gia 2016, gồm Thái Sơn Nam, Sanna Khánh Hòa, Sanatech Khánh Hòa, Tân Hiệp Hưng, Cao Bằng, Thái Sơn Bắc và 4 đội vượt qua giai đoạn 1.
Các đội sẽ thi đấu lượt đi từ 08/4 đến 22/4 và lượt về từ 10/6 đến 24/6/2017 tại Nhà thi đấu Quân khu 7, Thành phố Hồ Chí Minh, tính điểm xếp hạng chọn ra nhà vô địch.
Các đội từ hạng 1 đến hạng 6 sẽ được đặc cách vào giai đoạn 2 Giải Vô địch quốc gia Futsal 2018. Đặc biệt, đội vô địch sẽ đại diện cho Việt Nam tham dự giải Futsal vô địch các câu lạc bộ châu Á, đội xếp thứ nhì sẽ tham dự Giải vô địch các câu lạc bộ Futsal Đông Nam Á.

## Giai đoạn 1
Tất cả các trận đấu được tổ chức tại Nhà thi đấu Quân khu 5, Đà Nẵng từ ngày 17 tháng 3 đến ngày 31 tháng 3 năm 2017.

### Bảng xếp hạng
| VT | Đội                      | ST | T | H | B | BT | BB | HS  | Đ  | Thăng hạng hoặc xuống hạng |
| -- | ------------------------ | -- | - | - | - | -- | -- | --- | -- | -------------------------- |
| 1  | HPN Phú Nhuận            | 8  | 6 | 1 | 1 | 25 | 10 | +15 | 19 | Lên Giai đoạn 2            |
| 2  | Sài Gòn                  | 8  | 4 | 2 | 2 | 21 | 15 | +6  | 14 | Lên Giai đoạn 2            |
| 3  | Hoàng Thư Đà Nẵng        | 8  | 3 | 3 | 2 | 24 | 18 | +6  | 12 | Lên Giai đoạn 2            |
| 4  | Sanest Tourist Khánh Hòa | 8  | 2 | 2 | 4 | 13 | 20 | −7  | 8  | Lên Giai đoạn 2            |
| 5  | Kim Toàn Đà Nẵng         | 8  | 0 | 2 | 6 | 8  | 28 | −20 | 2  |                            |

### Kết quả
| Nhà \ Khách[1]           | HPN | SGN | HTDN | STKH | KTDN |
| Hải Phương Nam Phú Nhuận |     | 2–1 | 5–2  | 0–2  | 5–1  |
| Sài Gòn                  | 1–3 |     | 3–3  | 4–2  | 5–2  |
| Hoàng Thư Đà Nẵng        | 1–1 | 2–2 |      | 3–4  | 6–0  |
| Sanest Tourist Khánh Hòa | 1–5 | 1–2 | 1–4  |      | 1–1  |
| Kim Toàn Đà Nẵng         | 1–4 | 0–3 | 2–3  | 1–1  |      |

Cập nhật lần cuối: 31 tháng 3 năm 2017.
Nguồn: 
1 ^ Đội chủ nhà được liệt kê ở cột bên tay trái.
Màu sắc: Xanh = Chủ nhà thắng; Vàng = Hòa; Đỏ = Đội khách thắng.

## Giai đoạn 2
Tất cả các trận đấu được tổ chức tại Nhà thi đấu Quân khu 7, Thành phố Hồ Chí Minh từ ngày 8 tháng 4 đến ngày 24 tháng 6 năm 2017.

### Bảng xếp hạng
| VT | Đội                      | ST | T  | H | B  | BT | BB | HS  | Đ  | Thăng hạng hoặc xuống hạng                             |
| -- | ------------------------ | -- | -- | - | -- | -- | -- | --- | -- | ------------------------------------------------------ |
| 1  | Thái Sơn Nam             | 18 | 14 | 3 | 1  | 82 | 31 | +51 | 45 | Đủ điểu kiện tham dự AFC Futsal Club Championship 2018 |
| 2  | Sanatech Khánh Hòa       | 18 | 11 | 6 | 1  | 65 | 38 | +27 | 39 | Đủ điểu kiện tham dự AFF Futsal Club Championship 2018 |
| 3  | HPN Phú Nhuận            | 18 | 12 | 1 | 5  | 54 | 38 | +16 | 37 |                                                        |
| 4  | Sanna Khánh Hòa          | 18 | 9  | 2 | 7  | 49 | 42 | +7  | 29 |                                                        |
| 5  | Sài Gòn                  | 18 | 7  | 4 | 7  | 38 | 41 | −3  | 25 |                                                        |
| 6  | Thái Sơn Bắc             | 18 | 6  | 6 | 6  | 47 | 51 | −4  | 24 |                                                        |
| 7  | Cao Bằng                 | 18 | 5  | 4 | 9  | 30 | 44 | −14 | 19 | Giai đoạn 1 của Mùa giải 2018                          |
| 8  | Tân Hiệp Hưng            | 18 | 4  | 3 | 11 | 38 | 54 | −16 | 15 | Giai đoạn 1 của Mùa giải 2018                          |
| 9  | Hoàng Thư Đà Nẵng        | 18 | 4  | 2 | 12 | 31 | 53 | −22 | 14 | Giai đoạn 1 của Mùa giải 2018                          |
| 10 | Sanest Tourist Khánh Hòa | 18 | 2  | 1 | 15 | 32 | 74 | −42 | 7  | Giai đoạn 1 của Mùa giải 2018                          |

### Kết quả
| Nhà \ Khách[1]           | HTDN | TSN | TSB | SKH | STKH | SNT | HPN | SGN | THH | CBG |
| Hoàng Thư Đà Nẵng        |      | 2–8 | 5–2 | 1–0 | 2–5  | 2–2 | 2–4 | 1–3 | 1–3 | 2–2 |
| Thái Sơn Nam             | 6–0  |     | 4–4 | 2–1 | 4–1  | 1–1 | 7–2 | 4–1 | 3–0 | 4–0 |
| Thái Sơn Bắc             | 4–3  | 3–6 |     | 2–4 | 3–5  | 3–3 | 1–3 | 2–4 | 8–6 | 2–2 |
| Sanna Khánh Hòa          | 5–3  | 3–9 | 1–1 |     | 4–1  | 3–5 | 2–3 | 2–0 | 2–1 | 6–2 |
| Sanest Tourist Khánh Hòa | 1–3  | 2–7 | 1–4 | 1–4 |      | 1–7 | 2–6 | 1–5 | 2–2 | 0–2 |
| Sanatech Khánh Hòa       | 2–1  | 5–3 | 1–2 | 3–2 | 6–4  |     | 3–3 | 6–2 | 5–2 | 1–1 |
| HPN Phú Nhuận            | 2–0  | 1–3 | 0–2 | 3–2 | 4–0  | 1–4 |     | 5–0 | 2–3 | 5–3 |
| Sài Gòn                  | 2–0  | 0–3 | 2–2 | 2–2 | 4–1  | 2–2 | 3–4 |     | 2–1 | 3–1 |
| Tân Hiệp Hưng            | 1–3  | 3–3 | 0–1 | 1–3 | 5–4  | 3–5 | 1–5 | 1–1 |     | 3–1 |
| Cao Bằng                 | 2–1  | 2–5 | 1–1 | 2–3 | 2–0  | 2–4 | 0–1 | 3–2 | 3–2 |     |

Cập nhật lần cuối: ngày 24 tháng 6 năm 2017.
Nguồn: vff.org.vn
1 ^ Đội chủ nhà được liệt kê ở cột bên tay trái.
Màu sắc: Xanh = Chủ nhà thắng; Vàng = Hòa; Đỏ = Đội khách thắng.

### Xếp hạng theo vòng đấu
| Đội \ Vòng đấu           | 1  | 2  | 3  | 4  | 5  | 6  | 7  | 8  | 9  | 10 | 11 | 12 | 13 | 14 | 15 | 16 | 17 | 18 |
| ------------------------ | -- | -- | -- | -- | -- | -- | -- | -- | -- | -- | -- | -- | -- | -- | -- | -- | -- | -- |
| Hoàng Thư Đà Nẵng        | 2  | 1  | 2  | 3  | 3  | 5  | 6  | 8  | 8  | 9  | 9  | 9  | 9  | 9  | 9  | 9  | 9  | 9  |
| Hải Phương Nam Phú Nhuận | 10 | 6  | 3  | 2  | 2  | 3  | 4  | 3  | 3  | 3  | 2  | 3  | 3  | 3  | 3  | 3  | 3  | 3  |
| Thái Sơn Nam             | 3  | 3  | 1  | 1  | 1  | 1  | 1  | 1  | 1  | 1  | 1  | 1  | 1  | 1  | 1  | 1  | 1  | 1  |
| Thái Sơn Bắc             | 5  | 4  | 5  | 8  | 8  | 9  | 8  | 7  | 9  | 8  | 8  | 8  | 6  | 5  | 5  | 5  | 6  | 6  |
| Sanna Khánh Hòa          | 8  | 9  | 8  | 4  | 4  | 2  | 3  | 4  | 4  | 4  | 4  | 4  | 4  | 4  | 4  | 4  | 4  | 4  |
| Sanest Tourist Khánh Hòa | 9  | 10 | 10 | 10 | 10 | 10 | 10 | 10 | 10 | 10 | 10 | 10 | 10 | 10 | 10 | 10 | 10 | 10 |
| Sanatech Khánh Hòa       | 1  | 5  | 4  | 5  | 5  | 4  | 2  | 2  | 3  | 2  | 3  | 2  | 2  | 2  | 2  | 2  | 2  | 2  |
| Sài Gòn                  | 6  | 8  | 9  | 7  | 7  | 6  | 5  | 6  | 7  | 5  | 6  | 6  | 5  | 6  | 6  | 6  | 5  | 5  |
| Tân Hiệp Hưng            | 7  | 7  | 7  | 9  | 9  | 7  | 9  | 9  | 5  | 6  | 7  | 5  | 7  | 7  | 7  | 8  | 8  | 8  |
| Cao Bằng                 | 4  | 2  | 6  | 6  | 6  | 8  | 7  | 5  | 6  | 7  | 5  | 7  | 8  | 8  | 8  | 7  | 7  | 7  |

|  | Vô địch và tham dự AFC Futsal Club Championship |  | Tham dự AFF Futsal Club Championship |  | Thi đấu vòng loại mùa giải 2018 |

Cập nhật lần cuối: 24 tháng 6 năm 2017
Nguồn: vff.org.vn

## Tổng hợp mùa giải
- Đội vô địch: Thái Sơn Nam
- Đội hạng nhì: Sanatech Khánh Hòa
- Đội hạng ba: Hải Phương Nam Phú Nhuận
- Đội đoạt giải phong cách: Hải Phương Nam Phú Nhuận
- Cầu thủ xuất sắc nhất giải: Phạm Đức Hòa (Thái Sơn Nam)
- Cầu thủ ghi nhiều bàn thắng nhất: Mai Thành Đạt (Sanna Khánh Hòa) với 15 bàn thắng
- Thủ môn xuất sắc nhất giải: Nguyễn Hoàng Anh (Sanatech Khánh Hòa)
- Tổ trọng tài xuất sắc nhất: Lê Tấn Phát (trọng tài chính); Lê Sơn Trà (Trọng tài 2); Lê Hùng Cường (Trọng tài 3); Nguyễn Hữu Quỳnh (Trọng tài bấm giờ)